# Antonio Ponz
Antonio Ponz Piquer (Bejís, Castellón, 28 de junio de 1725 - Madrid, 4 de diciembre de 1792), conocido en su época como "el abate Ponz", fue un historiador ilustrado, pintor y viajero español.
En 1773 fue elegido académico de la Historia y en 1776 secretario de la Real Academia de Bellas Artes de San Fernando y fue, además, miembro de la Real Sociedad Bascongada y de la Económica de Madrid, entre otras distinciones. 
Antonio Ponz fue una figura esencial de la política cultural borbónica y trabajó en la recopilación de obras y reliquias de la Biblioteca de El Escorial, completando su galería de retratos y copiando algunos cuadros de maestros italianos. Por otra parte, aunque no abogó por la creación de museos en España, sí llegó a concienciar sobre la necesidad de «dar a conocer y proteger el patrimonio artístico nacional».

## Biografía
Era hijo de los ricos hacendados Alejandro Ponz y de Victoriana Piquer, y tenía cinco hermanos. Recibió una formación muy completa, humanística, artística y teológica, en Segorbe, la Universidad de Valencia, Gandía y la Junta Preparatoria de la Real Academia de las Tres Bellas Artes de San Fernando de Madrid, de la que fue uno de los primeros alumnos. Previamente había estudiado algo de dibujo en Valencia con Antonio Richarte. Residió en Italia entre 1751 y 1760, donde amplió sus conocimientos artísticos. Allí conoció a Pedro Francisco Jiménez de Góngora y Luján, I duque de Almodóvar, que más adelante sería director de la Real Academia de la Historia (1792-1794) y trabó amistad con Anton Raphael Mengs. Con Johann Joachim Winckelmann profundizó en el arte clásico y Francisco Pérez Bayer le instruyó en materia histórica. Se estableció en Roma y visitó Nápoles en 1759; allí conoció, con Bayer, las recientemente descubiertas ruinas de Pompeya y Herculano.

## Viajes

### Viaje de España
Realizó por encargo de Campomanes un famoso viaje por España a fin de inspeccionar los bienes artísticos en Andalucía que habían pertenecido a la Compañía de Jesús, recién expulsada por Carlos III (1767). Tras realizarlo, Antonio Ponz publicó su Viaje de España, o Cartas en que se da noticia de las cosas más apreciables y dignas de saberse, que hay en ella en 17 volúmenes en forma epistolar que empezaron a imprimirse en 1772 en el taller de Joaquín Ibarra, aunque el autor, por precaución, publicó los dos primeros con nombre supuesto. Su sobrino José Ponz añadió y concluyó, a instancias del duque de Almodóvar, de Eugenio de Llaguno y de Francisco Pérez Bayer entre otros, un decimoctavo volumen que había quedado sin terminar y se imprimió póstumo en 1794 referido a Cádiz, Málaga y otros pueblos de Andalucía. 

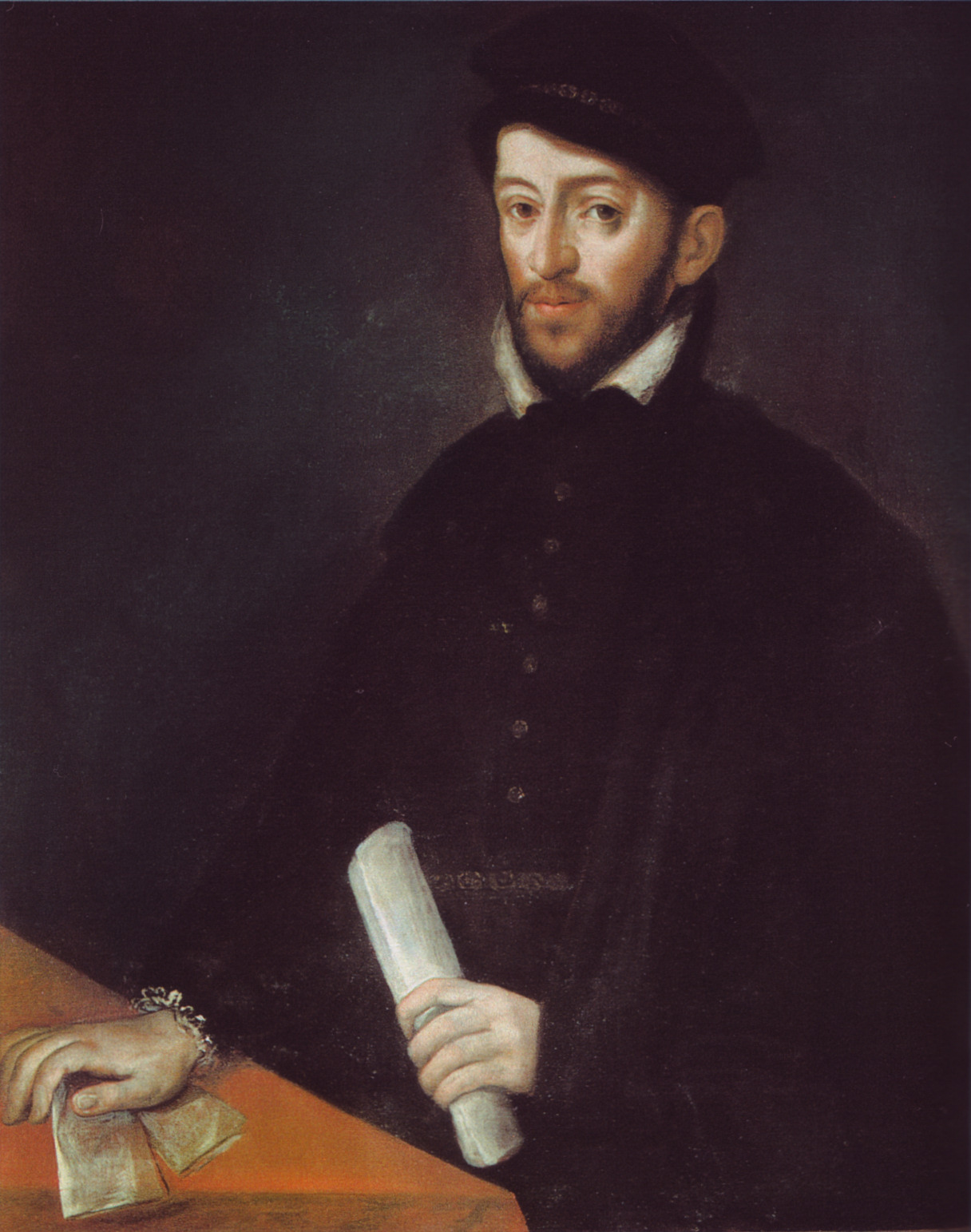
Retrato de Antonio Pérez, secretario del rey Felipe II, por Antonio Ponz, Monasterio de San Lorenzo de El Escorial.

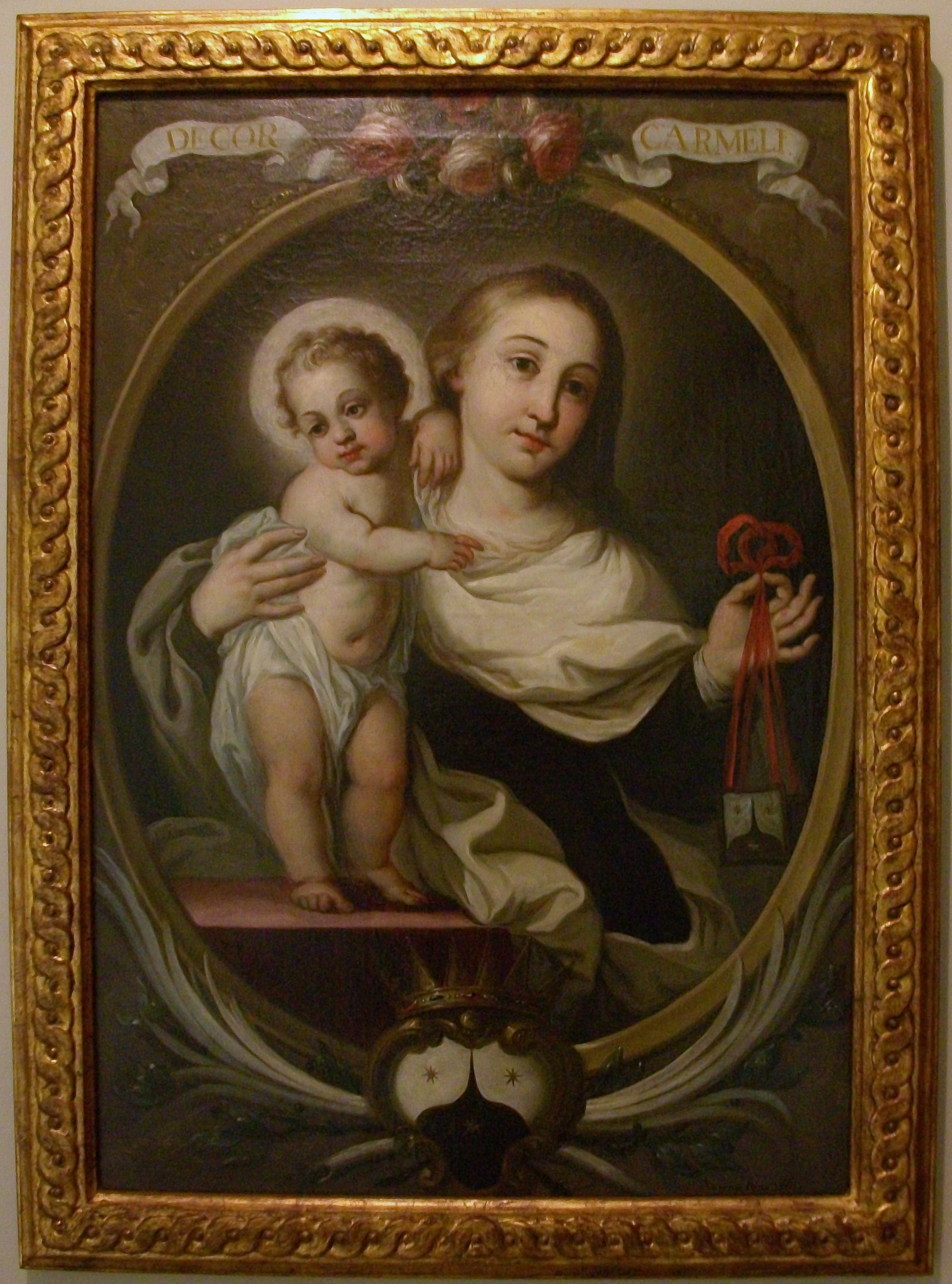
Mare de Déu del Carme. Museo de Bellas Artes de Valencia.

Ofrecía esta obra, no solo un inventario de monumentos y un informe documental sobre la conservación del patrimonio artístico epigráfico, pictórico, escultural y de arquitectura y otras obras de arte que contempló en el curso del mismo, sino una descripción de las mismas desde un punto de vista fuertemente influido por la Ilustración y el Neoclasicismo y una visión mucho más amplia que abarca los múltiples aspectos de la realidad social del país en esos momentos, si bien con amplitud inferior a Eugenio Larruga. 
De algunos de los tomos se publicaron hasta 13 ediciones; en su obra se echa de ver que no le gustaba la situación del campo, porque estaba despoblado y poco o mal explotado, y hacía notar que los mercados interiores estaban mal comunicados: «Terrible suerte ésta y la de otros muchos pueblos de Extremadura, que a sus moradores no les haya quedado otro arbitrio para vivir que el de abandonar sus hogares, como lo hacen continuamente, con gran daño de la población y del reino.»
Percibía, además, cierta crisis en la creación artística en relación con otras épocas más brillantes, como la segunda mitad del siglo XVI y la primera mitad del siglo XVII; le horrorizaban los excesos del barroco posterior. 
Para recompensar sus trabajos Carlos III le otorgó las rentas eclesiásticas de La Prestamera de Cuerva, arzobispado de Toledo, e influyó para que se le concediese la Secretaría de la Academia de San Fernando (1776).

### Viaje fuera de España
En 1785 publicó el Viaje fuera de España, testimonio de un recorrido que hizo por Europa en 1783 con el doble propósito de defender a España de las críticas de viajeros y filósofos extranjeros y contribuir a la reforma económica, social y artística. Es un viaje representativo de los objetivos y tensiones del reformismo ilustrado. Desde una perspectiva unas veces crítica y otras admirativa, afloran en él las sombras y luces de la Francia prerrevolucionaria, el dinamismo económico y social de Gran Bretaña, las libertades políticas, intelectuales y religiosas en las Provincias Unidas y los recuerdos del pasado hispánico en los Países Bajos del Sur. Aunque se ciñe también principalmente a la descripción artística, incluye, además, reflexiones sobre la economía, la vida social y religiosa y, más veladamente, la política en los territorios visitados.
Esto es parte de su extensa descripción de la ciudad de Londres: 

2. Su situación es a la izquierda de la corriente del Támesis, que la baña por Mediodía y Oriente; su figura, la de una media luna; su extensión, por lo largo, de ocho millas, que es muy cerca de tres leguas nuestras; por lo ancho, de tres, que hacen una legua de las que llamamos buenas. El número de los habitantes, ¿quién lo sabe? El que se ha quedado más bajo de cuantos he preguntado ha sido en un millón, y algunos han añadido doscientos y aún trescientos mil más. Lo cierto es que por todas partes está muy poblada, pero en muchas de sus principales calles parece una feria continua...
Antonio Ponz

Adscrito a un reformismo moderado y nada partidario de las rupturas, defendió la implicación de la nobleza, mediante el fomento económico y el mecenazgo, en el progreso del país, a la vez que evitó referirse a la sociabilidad y la vida cotidiana. En lo artístico, se dirige en nombre del «buen gusto» neoclásico a unos lectores selectos, al tiempo que percibe la importancia creciente del público y el mercado en el mundo del arte. En lo religioso y político, rechaza horrorizado las libertades inglesas y neerlandesas, sin llegar a intuir la inminente tempestad revolucionaria en Francia. Quien gustó de llamarse a sí mismo un «modernario» encarna así, frente a otros viajeros al extranjero como Gaspar de Molina y Saldívar, más conocido como marqués de Ureña, o Leandro Fernández de Moratín, el rostro más disciplinado de una Ilustración contenida y respetuosa con la Iglesia, la monarquía y el orden estamental.

## Obras

### Publicaciones

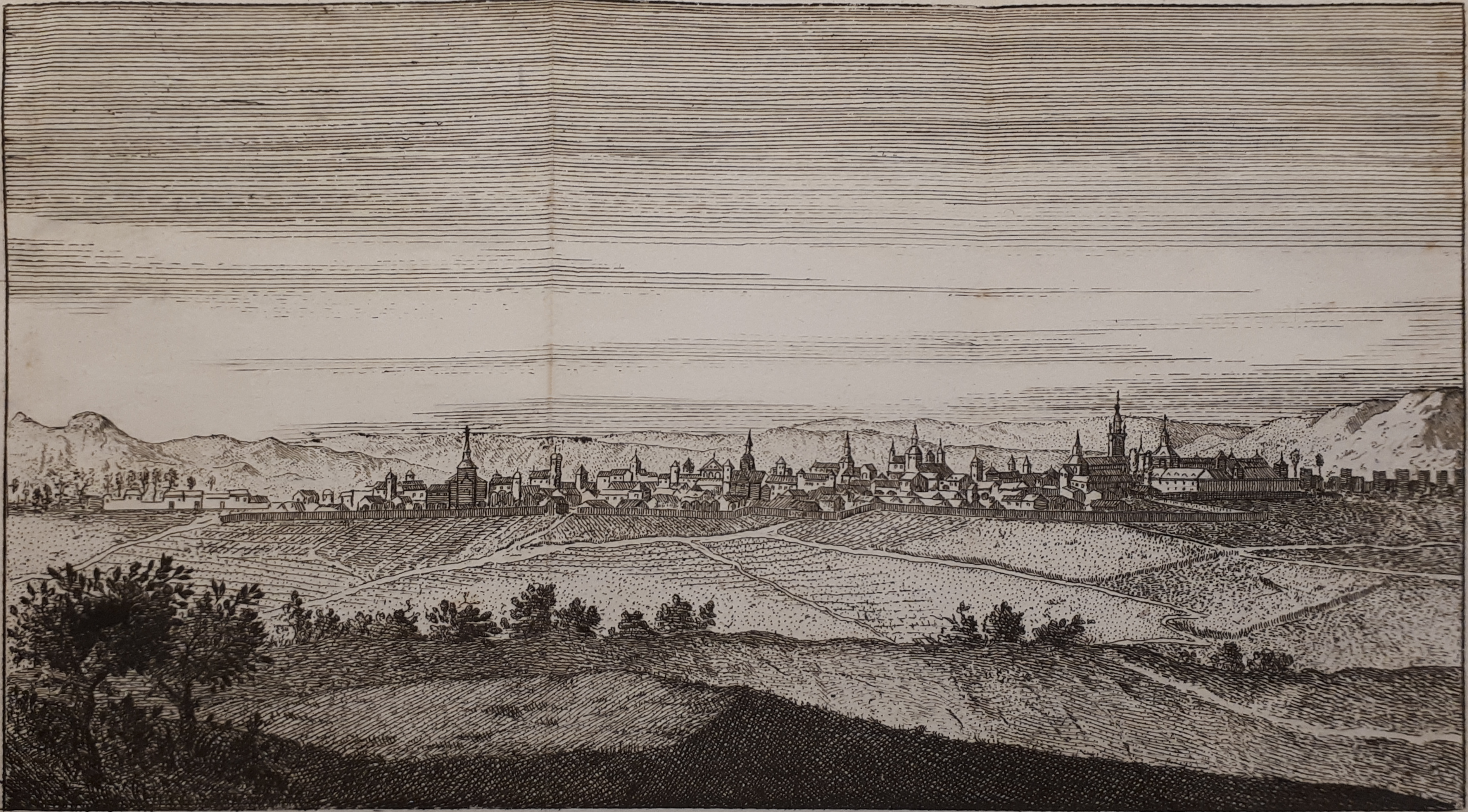
Vista panorámica de Alcalá de Henares (Viage de España, o Cartas en que se da noticia de las cosas más apreciables y dignas de saberse, que hay en ella, tomo I, 3ª edición, 1787)

- Viage de España, o Cartas en que se da noticia de las cosas más apreciables y dignas de saberse, que hay en ella, Ibarra impresor, Madrid, 1772-1794, 18 volúmenes en octavo:
  - Tomo I: Madrid, Toledo, Aranjuez, Alcalá de Henares, Guadalajara, Huete.
  - Tomo II: Madrid, Escorial, Guisando.
  - Tomo III: Cuenca, Madrid, Arganda, Uclés, Huete, Requena, Valencia, Chelva.
  - Tomo IV: Valencia, Segorbe, Murviedro, Játiva, Almansa.
  - Tomo V: Madrid.
  - Tomo VI: Madrid y sitios reales inmediatos.
  - Tomo VII: Madrid, Talavera de la Reina, Guadalupe, Talavera la Vieja, Plasencia, Yuste, Trujillo, Medellín, Las Batuecas, Las Hurdes, Plasencia.
  - Tomo VIII: Plasencia, Béjar, Coria, Oliva, Alcántara, Cáceres, Mérida, Montijo, Badajoz, Jerez de los Caballeros, Fregenal, Zafra, Cantillana, Santiponce, Triana.
  - Tomo IX: Sevilla.
  - Tomo X: Alcobendas, Torrelaguna, Buitrago, San Ildefonso, Segovia.
  - Tomo XI: Cuéllar, Montemayor, Tudela, Valladolid, Palencia, Carrión de los Condes, Sahagún, León, Monzón, Aguilar de Campoo, Torquemada.
  - Tomo XII: Burgos, Lerma, Aranda de Duero, Ampudia, Medina de Ríoseco, Tordesillas, Medina del Campo, Salamanca, Alba de Tormes, Ávila, Ciudad Rodrigo.
  - Tomo XIII: Hita, Sigüenza, Medinaceli, Calatayud, Molina de Aragón, Teruel, Caudiel, Villareal, Castellón de la Plana, Torreblanca, Alcalá de Chisvert, Benicarló, Peñíscola, Ulldecona, Tortosa, Tarragona.
  - Tomo XIV: Barcelona, Mataró, Gerona, Montserrat, Martorell, Prena, Igualada, Solsona, Cervera, Lérida.
  - Tomo XV: Zaragoza, Daroca.
  - Tomo XVI: Aranjuez, Ocaña, Valdepeñas, Consuegra, Ciudad Real, Almagro, Linares, Baeza, Úbeda, Jaén, Arjona, Bailén, Córdoba.
  - Tomo XVII: Córdoba, Écija, Lucena, Carmona, Sevilla, Utrera, Jerez de la Frontera, Cádiz.
  - Tomo XVIII: Cádiz, Chiclana, Puerto de Santa María, Medina Sidonia, Tarifa, Gibraltar, Ronda, Sanlúcar de Barrameda, Lebrija, Osuna, Antequera, Málaga, Alhama.
- Viaje fuera de España, 1785, 2 vols. (Por los Países Bajos, Inglaterra, Holanda, Bélgica y Francia).

Las dos obras han sido reeditadas conjuntamente en el siglo XX en dos ediciones de 20 tomos: la primera en "Ponz, Antonio: Viaje de España, seguido de los dos tomos del Viaje fuera de España. Preparación, introducción e índices adicionales de Casto María del Rivero, Madrid, Editorial Aguilar, 1947" reimpresa en 1988 y la segunda, una edición facsímil de los 20 volúmenes (en Madrid por la editorial Atlas, en 1973), que reproduce la última edición del siglo XVIII de cada uno de ellos sin comentarios ni anotaciones.

### Obras pictóricas
Sus obras pictóricas incluyen el Retrato de Antonio Pérez, secretario del rey Felipe II (Monasterio de San Lorenzo de El Escorial), Mare de Déu del Carme (Museo de Bellas Artes de Valencia) y un autorretrato en la Real Academia de Bellas Artes de San Fernando.